# Dolná Streda
Dolná Streda (in ungherese Alsószerdahely) è un comune della Slovacchia facente parte del distretto di Galanta, nella regione di Trnava.